# 鲁西永
鲁西永（法語：Roussillon，發音：[ʁusijɔ̃] ⓘ，發音：[rusəˈʎo] ⓘ，發音：[ruseˈʎu]），是法国历史上的一个行省，是北加泰罗尼亚的一部分，其地域大致相当于今日奧克西塔尼大區东比利牛斯省（含鲁西永地区、上塞尔达涅、卡普西尔、瓦莱斯皮尔和孔夫朗）。1659年，法国擊敗了西班牙，與其簽署比利牛斯條約，西班牙將阿圖瓦和鲁西永伯国轉讓給法國，后者成为鲁西永行省。
鲁西永行省包括鲁西永、孔夫朗和塞尔达尼亚的三个维格里（领地），即根据《比利牛斯条约》割让给法国的鲁西永和塞尔达尼亚伯国政府的一部分。
鲁西永是一个政府和总督管辖区。作为边境行省，它需要战争国务秘书报告。
由于没有省级地区，鲁西永是一个征税地。直到1787年8月15日才成立了一个省议会，即鲁西永议会。

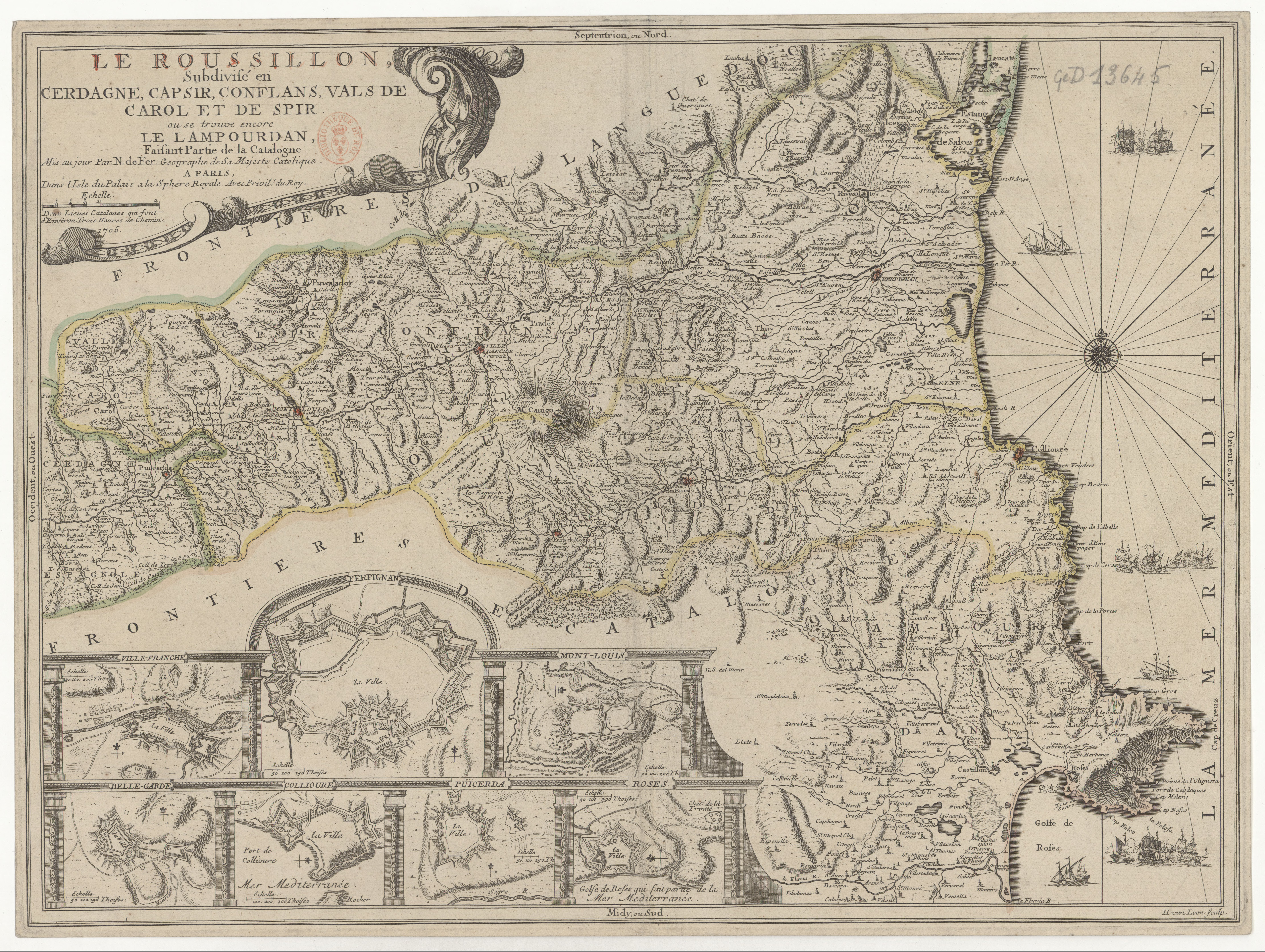
1706年绘制的鲁西永地图

在间接税方面，阿拉贡的佩德罗三世于1283年免除了鲁西永的盐税，1661年12月的一项法令在该省重新建立了盐税。鲁西隆成为一个小盐税地区。在佩皮尼昂、科利尤尔、阿尔勒（现在的泰克河畔阿尔勒）、普拉德和蒙路易建立了五个盐仓。
在海关事务中，鲁西永是一个被视为外国省份。货物进出朗格多克或富瓦伯国时征收关税。该省保留了许多leudes，这是一种内部通行费。
在司法事务中，鲁西永不属于图卢兹议会，而是属于主权委员会：鲁西永主权委员会，是该省的主权（高级）法院。

## 历史

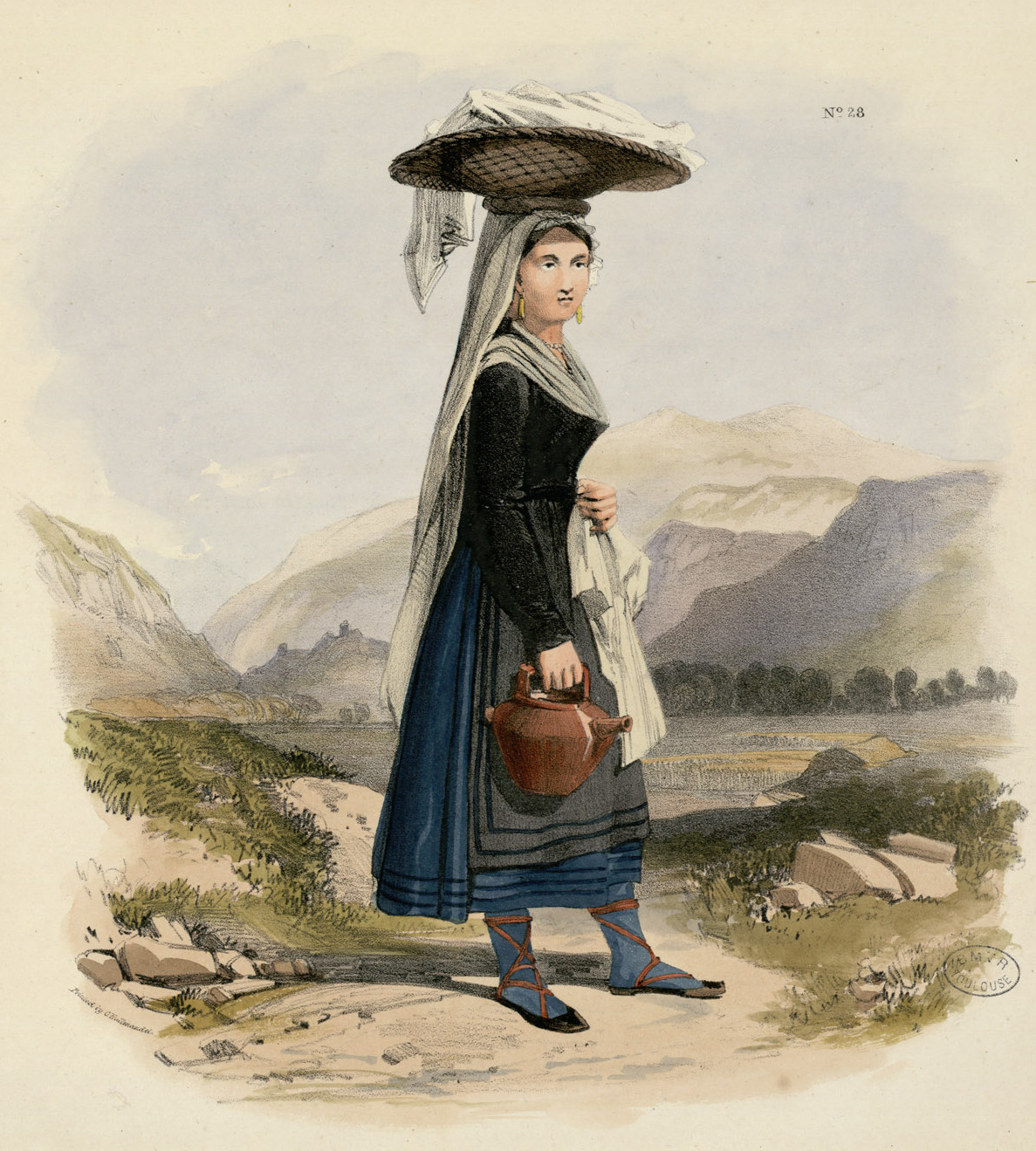
一个传统的鲁西永女性居民

该地区曾并入马略卡王国和阿拉贡王国（作为加泰隆尼亚公国的一部分），1659年11月7日签署的《比利牛斯条约》将其并入法兰西王国。在该条约之前，法国王国和阿拉贡王国之间的边界沿着眩晕城塞线（见城堡和科尔贝尔条约）向北延伸，就像萨尔斯城堡一样。
并入法国破坏了传统成果，引发了一系列叛乱。
1661年12月，路易十四恢复了自1292年以来被废除的盐税。普拉茨德莫约的居民起义，很快就席卷了整个上瓦莱斯皮尔。许多税务官员和盐税局职员被屠杀。两个营被派去恢复秩序。他们被击溃，因为他们面临顽强抵抗和靠近边境，这为起义者提供了一个撤退的解决方案。起义从1667年持续到1675年。当它最终被扼杀时，镇压是可怕的。这一事件后来被称为安热莱起义。

## 地理
鲁西永平原由三条主要河流灌溉，从南到北：泰克河、泰特河和阿格利河。俯瞰著名的卡尼古峰，其主要资源来自农业（葡萄酒、蔬菜和水果）。

## 分区

鲁西永分区地图

鲁西永行省与前鲁西永伯国相对应的部分分为两个辖区（Viguerie），即：
- 鲁西永辖区（加泰罗尼亚语：Vegueria de Rosselló），其首都是佩皮尼昂（加泰罗尼亚语：Perpinyà）；

- 孔夫朗辖区（加泰罗尼亚语：Vegueria de Conflent），其首都是孔夫朗自由城（加泰罗尼亚语：Vilafranca de Conflent）。

鲁西永辖区还包括了一个子辖区，也就是：
- 瓦莱斯皮尔子辖区（加泰罗尼亚语：Sots Vegueria de Vallespir）

孔夫朗辖区也有一个子辖区，即：
- 卡普西尔子辖区（加泰罗尼亚语：sots-vegueria de Capcir），其首府是皮瓦拉多尔（加泰罗尼亚语：Puigbalador）。

鲁西永行省的前塞尔达尼亚伯国地区包含在一个辖区之内，即
- 塞尔达尼亚辖区（vegueria de Cerdanya），其首府是萨亚古斯（加泰罗尼亚语：Sallagosa）

## 宗教分区
除了
万格罗和托塔韦尔之外，鲁西永和瓦莱斯皮尔的教区属于埃尔恩教区，该教区于1601年迁至佩皮尼昂。
万格罗和托塔韦尔教区隶属于纳博讷总教区。
塞格雷河谷上游的塞尔达尼亚教区属于乌赫尔教区，因此属于塔拉戈纳总教区。乌赫尔主教需要法国国王的许可才能访问该地。
塞尔达尼亚的其他教区-圣皮埃尔·德福尔萨、普拉内斯、拉佩尔什和拉卡巴纳斯-属于埃尔恩教区。
卡普西尔的教区，即奥德河谷上游的教区，是教皇若望二十二世于1318年2月18日解散纳博讷教区后创建的阿莱特教区的一部分。
鲁西永的神职人员分为豁免神职人员和非豁免神职人员。
非豁免神职人员包括主教、分会、教会团体、简单受益人、牧师和教堂管理员。在鲁西永和孔夫朗，有十三位主牧师。
豁免神职人员包括圣米歇尔·德库沙、阿尔勒圣玛丽、卡尼古圣马丁（属于塔拉戈纳会众）和圣热尼斯·德方丹（蒙塞拉特修道院的附属机构）的本笃会修道院，以及科尔内亚德孔夫朗（Corneilla de Conflent）的隐修会和分会，以及其他被称为分散的修道院和宗教团体等。
根据1759年10月8日的《专利法》，豁免神职人员和非豁免神职人员组成了一个教区办公室，由两个机构的专员组成，负责角色的形成和税收的分配。

## 总督
鲁西永从1660年开始有总督（intendant），一直延续到1789年8月（一共18任），首任总督是夏尔·马克龙，最后一任是圣索沃的路易-亚森特·雷蒙。